# Roodkeelbospatrijs
De roodkeelbospatrijs (Arborophila rufogularis) is een vogel uit de familie fazantachtigen (Phasianidae). De wetenschappelijke naam van de soort is voor het eerst geldig gepubliceerd in 1850 door Blyth.

## Voorkomen
De soort komt voor van het noorden van India tot het midden van Vietnam en telt 6 ondersoorten:
- A. r. rufogularis: noordoostelijk India, Nepal, Bhutan en zuidoostelijk Tibet.
- A. r. intermedia: van noordoostelijk India tot noordelijk en noordwestelijk Myanmar.
- A. r. tickelli: van oostelijk Myanmar tot Thailand en zuidwestelijk Laos.
- A. r. euroa: van zuidoostelijk Yunnan (zuidelijk China) tot noordelijk Laos.
- A. r. guttata: centraal Vietnam en centraal Laos.
- A. r. annamensis: het zuidelijke deel van Centraal-Vietnam.

## Beschermingsstatus
Op de Rode Lijst van de IUCN heeft de soort de status veilig.